# Melpomene panamana
Melpomene panamana là một loài nhện trong họ Agelenidae.
Loài này thuộc chi Melpomene. Melpomene panamana được Alexander Petrunkevitch miêu tả năm 1925.